# Tratado de Límites del Río Uruguay de 1961

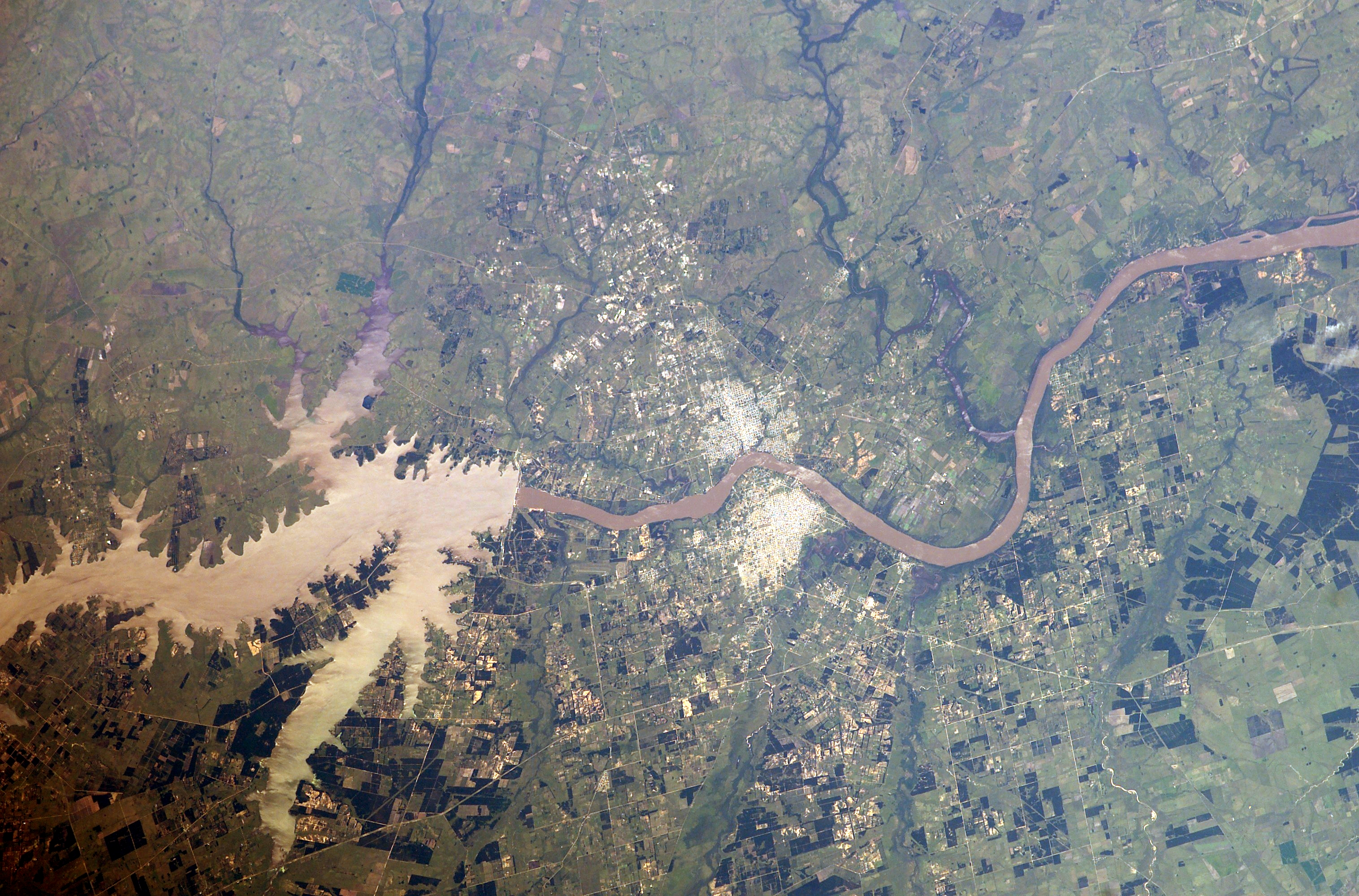
Vista satelital de uno de los tramos (el septentrional) del curso argentino-uruguayo del río Uruguay, el que fue definido jurisdiccionalmente mediante este tratado de límites.

El Tratado de Límites del Río Uruguay de 1961 es un acuerdo jurídico internacional firmado el 7 de abril de 1961 entre Argentina y Uruguay, por el cual se resolvió la disputa limítrofe que mantenían ambos países respecto a las aguas e islas del río de la Plata. En el mismo se conciliaron las posiciones pretendidas por ambas repúblicas: que el límite corra por el thalweg o vaguada del río (postura preferida por Argentina) o por la línea media (postura preferida por Uruguay).

## Antecedentes
Desde la independencia de Uruguay los dos países respetaban un modus vivendi, mediante el cual el límite de las respectivas jurisdicciones coincidía con el recorrido del canal de navegación principal (el que luego sería balizado), ruta fluvial que era la empleada por las embarcaciones de mayor calado. Sin embargo, sondajes posteriores demostraron que, en ciertos tramos, este no constituía el canal de mayor profundidad —el verdadero canal principal natural—, por lo tanto, el que debía delinear el límite. Si se seguía el criterio de uso y costumbre de delimitar por el más profundo, algunas islas debían cambiar la jurisdicción que tradicionalmente se había respetado. Entre 1893 y 1896 el Gobierno uruguayo envió al general Gregorio Castro a tomar posesión de algunas islas al norte del salto Grande.
En un intento por alcanzar una solución definitiva, en enero de 1916 el gobierno de Uruguay propuso a su par de Argentina un convenio mediante el cual se estipulaba que se adoptaba la línea del thalweg o vaguada como apoyo para el límite jurisdiccional argentino-uruguayo en el río Uruguay. Esta propuesta fue aceptada por la contraparte argentina, por lo que el 28 de septiembre de 1916 fue firmado el tratado Brum-Moreno, por Baltasar Brum (por entonces canciller de Uruguay) y Enrique B. Moreno, el ministro argentino en Montevideo. El tratado dejaba bajo soberanía uruguaya a 69 islas y bajo soberanía argentina a 58. Sin embargo, el acuerdo no logró la sanción legislativa en Uruguay, a causa de que el partido blanco uruguayo se opuso, especialmente por Luis Alberto de Herrera (y lo que luego sería el herrerismo), por lo que no llegó a recibir la ratificación del Congreso argentino.    
Como los derechos sobre la titularidad de las islas aún eran precarios, se produjeron conflictos locales por el uso de las mismas. A raíz de un incidente en la isla García, ambos países celebraron el “Acta del 13 de enero de 1938”, mediante la cual acordaron mantener el statu quo en las islas vigente al 1 de enero de 1936.
El Senado de Uruguay emitió una declaración el 28 de diciembre de 1948 para que se obligase a definir la delimitación de las jurisdicciones sobre el río Uruguay y sus islas, como paso previo antes de cualquier firma de acuerdo definitivo con Argentina para la construcción de la represa del Salto Grande, en razón del convenio de 30 de diciembre de 1946 que habían rubricado los representantes de ambos países sobre la utilización de las aguas del río.
El 12 de noviembre de 1957 ambos países firmaron un acta donde establecieron la designación de una comisión que debía concluir con los trabajos de relevamiento del río. El 7 de agosto de 1958, mediante una declaración, los dos países manifestaron el propósito de resolver el diferendo limítrofe pendiente en el río Uruguay.

## Generalidades
El tratado de límites fue firmado el 7 de abril de 1961 en la ciudad de Montevideo por los representantes de ambos países del Plata: el doctor Diógenes Taboada, ministro de Relaciones Exteriores y Culto de la Argentina, y el teniente de navío Homero Martínez Montero ministro de Relaciones Exteriores de Uruguay. Por este instrumento se definió el límite internacional argentino-uruguayo sobre las aguas del río Uruguay, el cual representa cerca del 30 % de la longitud de dicho río, un importante curso fluvial de 1800 km de largo, que posee una cuenca hidrográfica de 339 000 km², compartida además con Brasil.   
En este acuerdo binacional se conjugaron las aspiraciones e intereses de ambas repúblicas contratantes, teniendo en cuenta que a priori poseían idénticos derechos sobre el tramo de ese curso lótico, pero al fijar el límite debían tomarse en consideración las particularidades de los canales de navegación, las necesidades prácticas del tráfico fluvial, la configuración geográfica del propio río, y especialmente la presencia de islas en sus aguas y los títulos históricos y actos de jurisdicción que sobre ellas cada país había realizado al momento de acordarse el texto a rubricar.
Es por estos factores que se decidió optar por un límite jurisdiccional de carácter mixto, mediante el cual se contemplaran las características del cuerpo acuático y a la vez que el mismo lograse satisfacer las máximas aspiraciones posibles de los dos estados nacionales fronterizos.
De los 3 tramos inferiores (aguas debajo de Salto Grande) el tratado repartió 56 islas e islotes a Argentina y 50 a Uruguay. En todos los tramos se asignaron 86 islas a Uruguay y 58 a Argentina. En la campaña de identificación de islas realizada en 1969 se asignaron 2 islas más a Uruguay.

### Aprobación
El Tratado de Límites del río Uruguay fue aprobado por parte de la República Argentina mediante la ley n° 15868, que fue sancionada el 13 de septiembre de 1961, promulgada el 2 de octubre de 1961 por el presidente Arturo Frondizi y finalmente publicada en el Boletín Oficial de ese país el 11 de octubre de 1961. Uruguay lo ratificó en asamblea legislativa el 28 de diciembre de 1965, por medio de la sanción de la ley n.º 13462, y fue promulgado el 30 de diciembre de 1965 por el Consejo Nacional de Gobierno. El tratado se hizo efectivo con el canje de instrumentos de ratificación el 19 de enero de 1966 en el Palacio San Martín de Buenos Aires.

### Demarcación
El tratado incluyó disposiciones para efectuar la demarcación y caracterización del límite convenido y de las islas adjudicadas por medio de la erección de hitos o marcas similares con la correspondiente determinación de las coordenadas geográficas donde sean ubicados, además de confeccionar la “Carta Oficial del Río Uruguay”, la que exhibiría la traza del límite acordado, haciéndola coincidir con el eje mismo del canal, uniendo los puntos con mayor profundidad. Para efectuar las labores pertinentes fue creada el 12 de julio de 1968 la “Comisión Mixta Demarcadora de Límites Argentino-Uruguaya del río Uruguay”, la cual desarrolló un proyecto para efectuar los trabajos, el que fue firmado por los representantes de los dos países el 16 de octubre de 1968, por el cual se describen las facultades y el ámbito de la competencia que tendría dicha comisión; este documento llevó el nombre de: “Protocolo sobre Demarcación y Caracterización de la línea de frontera Argentino-Uruguaya en el río Uruguay”. En 1969 fue realizada una campaña aérea de identificación de islas, en la que fueron encontradas islas e islotes que no figuraban en los planos utilizados como cartas de referencia en el tratado (levantados por el Ministerio de Obras Públicas de la Argentina en el período 1901-1908 y exhibidos en escala 1:10 000). La adjudicación de estos territorios corrió por cuenta de la comisión demarcadora. Luego de un engorroso proceso, y enormes dilaciones, recién en octubre del año 2004 fueron aprobadas las últimas de las 32 hojas de la carta elaborada por la Comisión Mixta de Límites en las que finalmente se culeo representar el límite internacional del río Uruguay a escala 1:20 000.

## Delimitación
A la delimitación acordada se le dio un carácter permanente y definitivo, por lo cual no se vería alterada por cambios hidrológicos naturales que en el futuro pudiese sufrir algún tramo o sector del río. El límite se fijó sobre las aguas del río Uruguay que separan los territorios de ambos países, desde la punta suroeste de la isla Brasilera por el norte. Por el sur el tratado delimitó el río Uruguay hasta el paralelo de punta Gorda, retrotrayendo implícitamente la desembocadura tradicional del río Uruguay que se consideraba en la confluencia con el río Paraná Guazú, motivo por el cual el fallido tratado de 1916 había incluido a la isla Juncal en la asignación de islas. Cuando se delimitó el Río de la Plata 13 años después, su comienzo fue establecido en el paralelo de punta Gorda, confirmando así que es el kilómetro cero del río Uruguay. Todo el recorrido del río Uruguay se segmentó en 4 secciones, en cada una se optó por trazarlo siguiendo un esquema propio.

### La primera sección

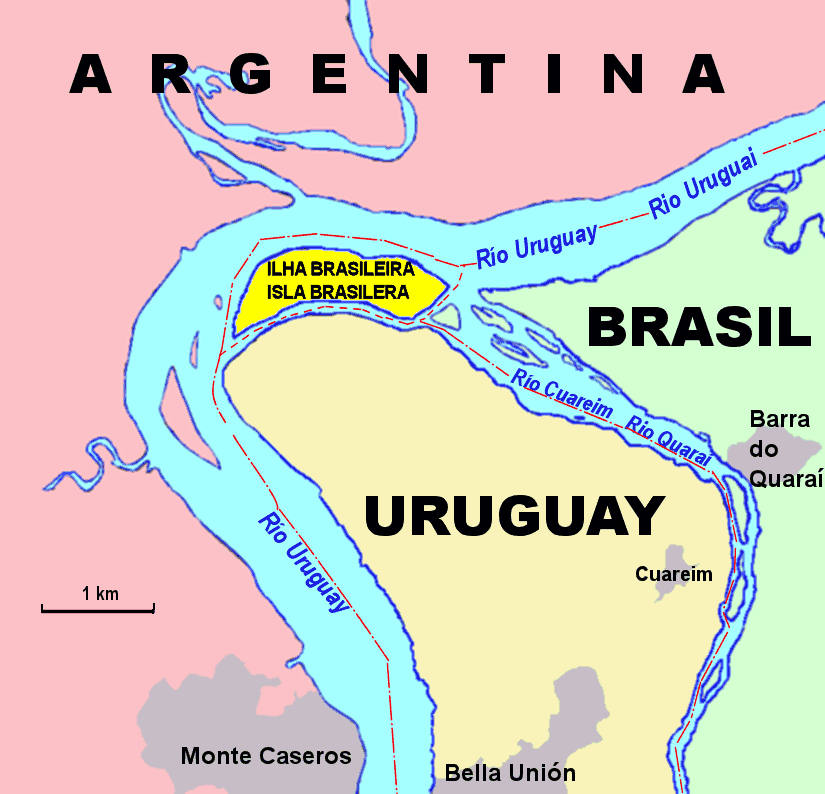
Plano del comienzo del sector delimitado por intermedio de este tratado limítrofe, el cual arranca en las aguas del río Uruguay al sudoeste de la isla Brasilera –territorio que Uruguay contesta a Brasil-.

El primer tramo fue el comprendido entre la punta sudoeste de la isla Brasilera por el norte hasta la zona inmediatamente al norte de la desembocadura del arroyo Ayuí Grande por el sur, es decir, la zona donde luego se asentaría la presa de Salto Grande, tramo que las aguas del embalse que esta megaobra formaría lo inundarían casi por completo. Dado que Uruguay contesta desde 1940 la soberanía de Brasil sobre la isla Brasilera, el plenipotenciario uruguayo firmó el tratado formulando solemne y expresa reserva de los derechos de su país a la zona del río Uruguay deslindada entre Argentina y Brasil por la Convención Complementaria de Límites de 27 de diciembre de 1927.
En esta sección se optó por un límite centrado en la línea media que presentaba el río antes de ser inundado, por el cual quedaron 40 islas e islotes para Uruguay y 8 bajo soberanía de Argentina. A esta frontera se le aplicaron provisoriamente numerosas inflexiones, necesarias para dejar bajo soberanía de uno u otro estado a las islas de su interior. Estas inflexiones fueron suprimidas luego de que se formó el lago artificial a partir de mediados de 1979, en las islas e islotes que quedaron completamente bajo las aguas según lo establecido en el artículo 1 del tratado. Un total de siete islas e islotes argentinos y ocho uruguayas se mantienen emergidas en este tramo, para las cuales en algunos casos las inflexiones continúan vigentes.

### La segunda sección
El segundo tramo comprende por el norte desde la zona del Ayuí, y alcanza por el sur la zona donde se bifurcan —aguas arriba— los canales de la Filomena y del Medio. Esta zona no ofreció problemas, por lo cual se eligió para posar la frontera el eje del canal principal de navegación según los planos originales del río Uruguay levantados por el Ministerio de Obras Públicas de la República Argentina en escala 1:10 000 en el período 1901-1908, como derrotero de la navegación de gran calado.

### La tercera sección
El tercer tramo comprende por el norte desde la zona donde se bifurcan —septentrionalmente— los canales de la Filomena y del Medio y llega por el sur hasta el punto donde, aguas abajo, dichos canales se vuelven a reunir. Esta región era la más conflictiva, pues Uruguay, alegando derechos por poblamiento histórico, demandaba la conservación o restitución en su territorio de varias grandes islas opuestas al tramo principal, las que totalizaban una superficie de 1600 hectáreas y que el tratado no ratificado de 1916 había pretendido otorgar a Argentina. La más poblada de esas islas era la Filomena Chica, mientras que otras habían quedado despobladas luego de la gran crecida del río en 1959.
Para resolver esta cuestión, y conjugar la realidad geográfica con los títulos emanados por la ocupación histórica o por actos jurisdiccionales, se optó por trazar la demarcación no por medio de una única línea sino escindirla en dos, con el objetivo de aplicar el concepto de enclaves, para algunas islas uruguayas que quedaban así dentro de aguas argentinas. Estos dos tipos de trazos son los siguientes:

#### Límite de las aguas
En este tramo, el linde que separa la soberanía con el solo efecto de dividir aguas corresponde a la línea del eje del canal principal de navegación, el cual en esta zona es el más oriental, llamado canal de la Filomena. Al occidente de esta división, las aguas pasaron a ser argentinas, mientras que al oriente de la misma corresponden a la soberanía uruguaya. El tratado no menciona la adjudicación soberana del lecho y del subsuelo del río bajo las aguas argentinas en esta zona, ni tampoco del espacio aéreo sobre las mismas.

#### Límite de las islas
Con el solo efecto de dividir islas, se optó por trazar una segunda línea, al occidente de la anterior, la cual se hizo coincidir con el recorrido del canal del Medio (el antiguo canal de la navegación). De esta manera se repartieron los territorios insulares según se situaban al occidente del mismo (islas argentinas emplazadas en aguas argentinas) o al este de dicho canal y hasta el de la Filomena (islas uruguayas enclavadas en aguas argentinas). De este modo las islas Filomena Grande, Filomena Chica, Palma Chica, Bassi, Tres Cruces e islotes menores ubicados inmediatamente al sur de este archipiélago, fueron adjudicadas a la soberanía oriental. Para estas islas el tratado no previó derechos de crecimientos areales por proyecciones sobre los acrecimientos de futuros aluviones en su derredor, siendo su superficie determinada por los demarcadores en virtud de la línea de las crecidas medias ordinarias o la del “plenissimun flumen”. El tratado sí indicó que el acceso uruguayo a las mismas debía ser “libre y permanente”. Este inconveniente, que afecta a la opción de crear enclaves en territorios insulares sobre ríos con importante sedimentación aluvional por los posibles conflictos de orden práctico que se terminan produciendo, ya había sido advertido por especialistas luego de conocerse el texto del tratado de 1961. El debate, no alcanzó un consenso total. Algunos consideran que, como parte de un proceso transaccional, resultó una opción adecuada que permitió solucionar el diferendo. Otros (los más) en cambio, lo encuentran poco práctico y una fuente que podría generar futuros conflictos.

### La cuarta sección
El cuarto y último tramo es el comprendido desde el punto donde, aguas abajo, vuelven a reunirse los canales del Medio de la Filomena hasta el paralelo de punta Gorda (comienzo del Río de la Plata). 
En este sector la doble línea fronteriza que se dibujó en el tramo anterior volvía a confluir en una sola, la cual se hizo coincidir, al igual que en la zona segunda, con el eje del canal principal de navegación.

## Consecuencias
Esta pieza jurídica fue clave en el proceso de definición de las fronteras entre Argentina y Uruguay, dando paso al aprovechamiento de los recursos contenidos en sus aguas y a la plena utilización, por parte de ambos gobiernos, de su potencialidad hidroeléctrica. Fue complementado con la posterior firma del Estatuto del Río Uruguay el 26 de febrero de 1975, la constitución de la Comisión Administradora del Río Uruguay (CARU) el 22 de noviembre de 1978 (al ponerse en vigor su estatuto) y a la construcción de la central hidroeléctrica binacional de Salto Grande, inaugurada el 21 de junio de 1979, siendo la obra de ingeniería más importante de la historia de Uruguay. 
Además, al presentar esquemas de resolución distintos para sendas secciones del río, sirvió como antecedente cuando se debatió por dónde debía correr el límite de ambos países sobre el Río de la Plata. En este último caso, la mayor dificultad que este último curso planteaba, la disputa por la soberanía de la isla Martín García, fue resulta aplicando el precedente utilizado con las islas de la Filomena (o “islas de Nuevo Berlín”) pero de manera opuesta, es decir, Martín García como enclave argentino en aguas de uso común para los dos países, pero rodeada del sector del Río de la Plata cuyo lecho y subsuelo fue adjudicado a Uruguay por el Tratado del Río de la Plata.